# USS Bulkeley (DDG-84)
USS Bulkeley (DDG-84) — эсминец УРО типа «Арли Бёрк» ВМС США. Тридцать четвёртый корабль этого типа в составе ВМС и пятнадцатый, построенный на верфи «Ingalls Shipbuilding» в Паскагуле. Назван в честь вице-адмирала Джона Балкели. Спущен на воду 21 июня 2000 года, в строю с 8 декабря 2001 года.

## Боевая служба
20 января 2004 года эсминец вышел из Норфолка вместе с авианосцем USS George Washington (CVN-73) для участия в антитеррористических операциях. После шести месяцев дежурства вернулся в порт.
В феврале 2006 года корабль принимал участие в учениях в составе ударной группы во главе с USS Iwo Jima (LHD-7). С июня по декабрь того же года находился в Персидском заливе и Средиземном море.
Третья боевая служба Bulkeley прошла с февраля по июнь 2008 года. Эсминец также нанёс визиты в Викторию и Суда-Бей.
13 января 2011 года корабль вышел из Норфолка для участия в операциях международной группы по борьбе с пиратами. 5 и 6 марта эсминец участвовал в освобождении захваченного пиратами у побережья Омана японского танкера MV Guanabara. 16 мая эсминец отразил нападение пиратов на танкер MV Artemis Glory. После окончания патрулирования Bulkeley совершил заходы в Сен-Рафаэль, на Менорку и в Лиссабон, после чего вернулся в Норфолк.
31 мая 2013 года эсминец вышел в море на учения в составе группы во главе с авианосцем USS Harry S. Truman (CVN-75). 22 июля соединение направилось на боевую службу в Средиземное море. Bulkeley также совершил заходы в Севастополь и Батуми. В сентябре эсминец принял участие в противолодочных учениях совместно с кораблями ВМС Великобритании и АПЛ USS Dallas (SSN-700) в Оманском заливе. В декабре там же он участвовал в манёврах с японскими эсминцами JDS Setogiri (DD 156) и JDS Ariake (DD 109), а также южнокорейским ROKS Choe Yeong (DDH 981).